# 27409 Addiedove
27409 Addiedove este o planetă minoră (asteroid), cu un diametru de 2,359 km, din centura de asteroizi. A fost descoperită pe 11 martie 2000 la Stația Anderson Mesa de Lowell Observatory Near-Earth-Object Search și a fost numită după Adrienne Dove⁠(d). 
Obiectul prezintă o orbită caracterizată de o semiaxă mare de 2,4050191 UAi, o excentricitate de 0,13, o înclinație de 6,60973 ° în raport cu ecliptica.